# آلباتروس تریستان
آلباتروس تریستان (نام علمی: Diomedea dabbenena) نام یک گونه از سرده آلباتروس‌های بزرگ است.